# Réduction par ordre partiel
En informatique, la réduction par ordre partiel est une technique pour éviter l'explosion d'états en vérification de modèles, en planification automatique. Les pionniers sont Antti Valmari, Patrice Godefroid, Doron Peled. La réduction par ordre partiel est expliquée dans les livres sur la vérification de modèles.